# Neanurinae
Sous-famille
Les Neanurinae sont une sous-famille de collemboles de la famille des Neanuridae.

## Liste des genres
Selon Checklist of the Collembola of the World (version du 4 novembre 2019) :
- Lobellini Cassagnau, 1983
  - Cassagnaua Özdikmen, 2009
  - Coecoloba Yosii, 1956
  - Coreanura Deharveng & Weiner, 1984
  - Crossodonthina Yosii, 1954
  - Deuterobella Yoshii & Suhardjno, 1992
  - Hemilobella Deharveng & Greenslade, 1992
  - Hyperlobella Cassagnau, 1988
  - Lobella Börner, 1906
  - Lobellina Yosii, 1956
  - Paralobella Cassagnau & Deharveng, 1984
  - Propeanura Yosii, 1956
  - Riozura Cassagnau, 1983
  - Sphaeronura Cassagnau, 1983
  - Sulobella Deharveng & Suhardjono, 2000
  - Telobella Cassagnau, 1983
  - Yosialina Salmon, 1964
  - Yuukianura Yosii, 1955
- Morulodini Cassagnau, 1983
  - Morulodes Cassagnau, 1955
- Neanurini Börner, 1901
  - Albanura Deharveng, 1982
  - Balkanura Cassagnau, 1979
  - Cansilianura Dallai & Fanciulli, 1983
  - Catalanura Deharveng, 1982
  - Caucasanura Kuznetsova & Potapov, 1988
  - Christobella Fjellberg, 1985
  - Cryptonura Cassagnau, 1979
  - Deutonura Cassagnau, 1979
  - Edoughnura Deharveng, Hamra-Kroua & Bedos, 2007
  - Endonura Cassagnau, 1979
  - Ghirkanura Kuznetsova & Potapov, 1988
  - Imparitubercula Stach, 1951
  - Itanura Queiroz & Deharveng, 2015
  - Kalanura Smolis, 2007
  - Lathriopyga Caroli, 1912
  - Metanura Yosii, 1954
  - Monobella Cassagnau, 1979
  - Nahuanura Palacios-Vargas & Najt, 1986
  - Neanura MacGillivray, 1893
  - Neanurella Cassagnau, 1968
  - Persanura Mehrafroz Mayvan, Shayanmehr, Smolis & Skarzynski, 2015
  - Protanura Börner, 1906
  - Pumilinura Cassagnau, 1979
  - Tetraloba Lee, 1983
  - Thaumanura Börner, 1932
  - Vietnura Deharveng & Bedos, 2000
  - Xylanura Smolis, 2011
- Paleonurini Cassagnau, 1989
  - Adbiloba Stach, 1951
  - Afrobella Cassagnau, 1983
  - Australonura Cassagnau, 1980
  - Bilobella Caroli, 1912
  - Blasconura Cassagnau, 1983
  - Blasconurella Deharveng & Bedos, 1992
  - Caledonura Deharveng, 1988
  - Calvinura Cassagnau, 1988
  - Camerounura Cassagnau, 1991
  - Chaetobella Cassagnau, 1983
  - Chirolavia Deharveng, 1991
  - Digitanura Deharveng, 1987
  - Ectonura Cassagnau, 1980
  - Elgonura Cassagnau, 1984
  - Galanura Smolis, 2000
  - Gnatholonche Börner, 1906
  - Graniloba Cassagnau, 2000
  - Hazaranura Cassagnau, 1991
  - Himalmeria Cassagnau, 1984
  - Inameria Cassagnau, 1983
  - Nepalanura Yosii, 1966
  - Nepalimeria Cassagnau, 1984
  - Nilgirella Cassagnau, 1983
  - Paleonura Cassagnau, 1982
  - Paramanura Cassagnau, 1986
  - Parectonura Deharveng, 1988
  - Parvatinura Cassagnau, 1982
  - Penelopella Cassagnau, 1986
  - Phradmon Greenslade & Deharveng, 1991
  - Phylliomeria Delamare Deboutteville, 1948
  - Pronura Delamare Deboutteville, 1953
  - Rambutanura Deharveng, 1988
  - Siamanura Deharveng, 1987
  - Singalimeria Cassagnau, 1984
  - Speleonura Palacios-Vargas & Simón-Benito, 2007
  - Stenomeria Cassagnau, 1990
  - Synameria Cassagnau, 1983
  - Tamulmeria Cassagnau, 1988
  - Thaianura Yosii, 1961
  - Travura Cassagnau & Deharveng, 1980
  - Vitronura Yosii, 1969
  - Womersleya Denis, 1948
  - Zelandanura Deharveng & Wise, 1987
- Paranurini Cassagnau, 1989
  - Oregonanura Smolis, 2008
  - Paranura Axelson, 1902
- Sensillanurini Cassagnau, 1983
  - Americanura Cassagnau, 1983
  - Honduranura Palacios-Vargas, 2017
  - Palmanura Cassagnau, 1983
  - Sensillanura Deharveng, 1981
  - Tabasconura Palacios-Vargas & Catalán, 2015
- Tribu indéterminée
  - Caledonimeria Delamare Deboutteville & Massoud, 1962
  - Echinanura Carpenter, 1935
  - Pseudadbiloba Massoud, 1963
  - Pseudobiloba Stach, 1951
  - † Pseudoxenylla Christiansen & Pike, 2002

## Publication originale
- Börner, 1901 : Zur Kenntnis der Apterygoten-Fauna von Bremen und der Nachbardistrikte. Beitrag zu einer Apterygoten-Fauna Mitteleuropas. Abhandlungen des Naturwissenschaftlichen Vereins zu Bremen, vol. 17, no 1, p. 1-140 (texte original).